# Agnocoris
Agnocoris is een geslacht van wantsen uit de familie blindwantsen. Het geslacht werd voor het eerst wetenschappelijk beschreven door Reuter in 1875.

## Soorten
Het genus bevat de volgende soorten:

- Agnocoris eduardi Ribes, 1977
- Agnocoris lineata (Distant, 1893)
- Agnocoris pulverulentus Uhler, 1892
- Agnocoris reclairei (Wagner, 1949)
- Agnocoris reicheli (Fieber, 1836)
- Agnocoris rossi Moore, 1955
- Agnocoris rubicundus (Fallén, 1807)
- Agnocoris utahensis Moore, 1955